# Émile Bernard
Émile Bernard (Lilla, França, 28 d'abril de 1868 – 16 d'abril de 1941), va ser un pintor postimpressionista francès.
Va començar els seus estudis a l'Escola de Belles Arts, fent-se amic d'artistes com Louis Anquetin i Henri de Toulouse-Lautrec. Es va unir a l'Atelier Cormon de París el 1884 on va experimentar amb l'impressionisme i el puntillisme.
Després que li suspenguessin a l'École des Beaux-Arts per insubordinació, va viatjar per Bretanya, on va quedar enamorat de la tradició i el paisatge. Va teoritzar sobre un estil de pintures de formes grolleres separades per contorns foscs, que va ser conegut com a cloisonisme. La seva obra va mostrar tendències geomètriques que apuntaven les influències de Paul Cézanne, i va col·laborar amb Paul Gauguin i Vincent van Gogh. La seva correspondència amb aquests artistes és de gran interès per a la història de l'art.
El 1891 es va unir a un grup de pintors simbolistes, entre els quals estaven Odilon Redon i Ferdinand Hodler. El 1893 va començar a viatjar per Egipte, Espanya i Itàlia, i després d'aquesta experiència el seu estil es va fer més eclèctic. Va tornar a París el 1904, on va morir el 1941. Un dels alumnes d'Émile Bernard va ser el pintor suec Ivan Aguéli.